# Раджабзаде, Бахрам
Бахрам Худаверди оглу Раджабзаде (род. 3 августа 1991, Урмия, Иран) — профессиональный азербайджанский кикбоксер.

## Биография
Родился в 1991 году в городе Урмия, провинция Западный Азербайджан. Спортом начал заниматься в 7 лет. Его первое достижение было в 10 лет.
В декабре 2015 года спортивным клубом «Орион» был приглашён в Азербайджан.
Представляет Азербайджан. 
Провёл 74 боя. Из них 70 побед, 4 поражения. 58 встреч выиграл нокаутом.
3-кратный чемпион Азербайджана по кикбоксингу. Обладатель пояса WKF. Обладатель пояса WPKA .
Заслуженный тренер.
В июле 2022 года на Всемирных играх 2022 вышел в финал.
В августе 2022 года на V играх исламской солидарности выиграл золото.
В декабре 2024 года на турнире «Glory» одержал победу над Даниэлем Стефановски из Северной Македонии. Бой состоялся на стадионе Гелредом (Арнем, Нидерланды).

## Достижения
- Трёхкратный чемпион Ирана по кикбоксингу
- Восьмикратный чемпион суперлиги (Иран и Турция)
- Чемпионом Европе 2009 WOF Open (Анталья)
- Чемпион мира 2011 WOF в тяжёлом весе (91+)
- Чемпион мира 2013 WPKA (Афины)
- Чемпион Азербайджана по кикбоксингу (2016)
- Чемпион Всемирных игр 2022